# Zespół Pieśni i Tańca „Żeńcy” Akademii Rolniczej w Szczecinie
Zespół Pieśni i Tańca „Żeńcy” to działająca w latach 1976 – 1996  reprezentacyjna grupa folklorystyczna Akademii Rolniczej w Szczecinie.                                                                   W Zespole tańczyli, śpiewali i grali przede wszystkim studenci  i absolwenci Akademii Rolniczej, a także innych uczelni szczecińskich.                                                                             W ciągu 20 lat działalności „Żeńcy” koncertowali wielokrotnie na scenach krajowych i zagranicznych, biorąc udział w festiwalach folklorystycznych ogólnopolskich  i międzynarodowych, koncertach okolicznościowych, szkoleniowych, charytatywnych i innych. W swoim programie prezentowali polski folklor, muzykę, taniec i śpiew z różnych regionów Polski oraz tańce narodowe.                                                                                                                                                          

## Kadra
Kierownik Zespołu : Marek Banaszek  1982-1983
Kierownik Zespołu : Marian Górski    1983
Kierownik Zespołu : Krystyna Marcinkowska     1984 -1997 
Choreograf : Klara Fijałkowska             1976 -1981
Choreograf : Dobrosława Słupińska                     1981 -1983
Instruktor tańca : Barbara Klimaszewska             1983 -1984
Choreograf : Leszek Rembowski                         1984 - 1991

Ponadto z Zespołem pracowali w kolejności:
Kierownicy kapeli : Marian Górski, Grzegorz Handke, Mirosława Białas, Zbigniew Dziubak
Chórmistrzowie:     Grzegorz Handke,  Zygmunt Szczepański, Grażyna Dilling, Anna Reńska,         Iwona Wiśniewska-Salamon, Beata Umińska
Akompaniatorzy :  Anna Grobelna, Grażyna Duk, Beata Umińska

## Historia
Zespół Pieśni i Tańca ‘Żeńcy” Akademii Rolniczej w Szczecinie,  rozpoczął działalność dzięki inicjatywie studentów, w październiku 1996 roku.Pierwszym choreografem i jednocześnie  kierownikiem (pełniącym obowiązki społecznie) została Klara Fijałkowska.
Marek Banaszek  to  pierwszy, zatrudniony w 1982 r.,etatowy  Kierownik Zespołu.
W styczniu 1984r. Kierownikiem „Zeńców” zostaje Krystyna Marcinkowska, która pełni tę funkcję do czasu zakończenia działalności Zespołu w  grudniu 1996 roku. 
Na przestrzeni 20 lat działalności ZPiT „Żeńcy” dał ok. 900 koncertów w kraju i poza jego granicami.
Repertuar obejmował obrzędy i zwyczaje mieszkańców wsi polskiej z regionów: krakowskiego, kurpiowskiego, kujawskiego, lubelskiego, łowickiego, opoczyńskiego, orawskiego, sądeckiego, a także tańce narodowe: poloneza, mazura, krakowiaka i kujawiaka z oberkiem.

## Ważniejsze osiągnięcia
1980r. -   Puchar Ziem Północnych w Gdańsku  - Nagroda Stoczni im.Lenina
1980r. -   Medal i Puchar za udział w Akcji „Chełm 80”
1980r. -   Szwecja – tournée koncertowe
1985r. -   Międzynarodowy Festiwal Folklorystyczny w Turcji –                Złoty Medal miasta Nigde
1985r. -   Międzynarodowy Festiwal Folklorystyczny w Turcji –                Złoty Medal miasta Aksehir
1986r. -   Francja – tournée koncertowe –               Srebrny Medal miasta Blois
1986r. – z okazji jubileuszu 10-lecia Zespołu                                                                                                    Złota Odznaka Szczecińskiego Towarzystwa Kultury,                                                               dyplomy uznania od:                                                                                                                             Władz Miasta Szczecina,                                                                                                               Ministerstwa Kultury i sztuki                                                                                         Ogólnopolskiej Rady Studenckich Zespołów Pieśni i Tańca.
1987r. -  Międzynarodowy Festiwal w Holandii –               Medal miasta Soest
1988r. -  Bułgaria – tournée koncertowe- koncerty transmitowane przez Bułgarską TV
1988r. – ZSRR /Leningrad/ Ryga – tournée  koncertowe
1990r. -  Międzynarodowy Festiwal w Egipcie –              I Nagroda Gubernatora Assuanu             Koncert w Luksorze dla księcia Kataru             Koncert w Teatrze Aleksandryjskim dla dygnitarzy państwowych i dyplomatów Ambasad
1990 r. – Międzynarodowy Festiwal Folklorystyczny Włochy/Catanzaro –               Medal miasta Catanzaro               Koncerty na Sycylii, w miastach Calabrii, Audiencja u Papieża Jana Pawła II 
1993r. – Międzynarodowy Festiwal Folklorystyczny w Turcji „Marmara Festiwal”-              Złoty Medal Gubernatora Istambułu.
1980 – 1996r – wielokrotne koncerty w Niemczech/ w Berlinie, Rostocku. Hamburgu i    nadmorskich miejscowościach przygranicznych. Koncerty organizowane w ramach współpracy i wymiany  kulturalnej.
W Kraju, wielokrotne uczestnictwo w Przeglądach Zespołów Ludowych: w Warszawie, Krakowie, Poznaniu, Jaśle. Udział w festiwalach w Pyrzycach(wielokrotnie), Olsztynie i innych.